# Santa Flora (distrito de Santa Maria)
Santa Flora es un distrito del municipio de Santa Maria, en el estado brasileño del Río Grande del Sur. Está situado en la parte sur de Santa Maria. El asiento del distrito se encuentra a 36 km del Centro de Santa Maria.
El distrito de Santa Flora posee un área de 508,52 km² que equivale al 28,38% del municipio de Santa María que es 1791,65 km².

## Historia
El distrito de Santa Flora fue criado en 1961 y su primer nombre fue Colônia Vacacaí. Su superficie surgen del desmembramiento de los territorios de los distritos de Arroio do Só y Dilermando de Aguiar, que era un distrito de Santa María y en la actualidad es un municipio.
En el 7 de julio de 1962, el distrito recibió el nombre actual.

## Límites
Los límites del distrito con los distritos de Pains, Passo do Verde, São Valentim, y, con los municipios de São Sepé, São Gabriel y Dilermando de Aguiar.

## Geografía
El distrito está situado en la parte sur del municipio de Santa Maria. En total, el alivio está suavemente ondulada y se caracteriza por la presencia de llanuras y coxilhas sin diference grande con sus elevaciones altimétricos.

## Barrios
El distrito de Santa Flora comprende el siguiente barrio:
- Santa Flora

## Carreteras y ferrocarriles
- En el distrito no hay ferrocarril;
- BR-392: En una pequeña distancia en la divise con el distrito de Passo do Verde;